# Action
Action je původně nizozemský mezinárodní diskontní řetězec, který byl založen roku 1993. Řetězec působí v Nizozemsku, Belgii, Německu, Francii, Itálii, Lucembursku, Rakousku, Polsku, Španělsku, Česku a Slovensku, kde provozuje více než 2 900 prodejen.
V roce 2025 oslavoval otevření 3000. prodejny.
K prosinci 2022 zaměstnával přes 65 000 zaměstnanců.

## Action v Česku
Action vstoupil na český trh v roce 2020, kdy otevřel první dvě prodejny v Hradci Králové a Kladně. Na konci roku 2022 provozoval v Česku 43 prodejen.